# Sphaerodactylus randi
Sphaerodactylus randi är en ödleart som beskrevs av  Shreve 1968. Sphaerodactylus randi ingår i släktet Sphaerodactylus och familjen geckoödlor.

## Underarter
Arten delas in i följande underarter:
- S. r. methorius
- S. r. strahmi
- S. r. randi